# Theón (matematikus)
Theón (380 körül élt) görög matematikus, csillagász.
Alexandriában élt, Alexandriai Hüpatia apja volt. Aratoszhoz, Euklidészhez és Ptolemaiosz Klaudioszhoz írt scholionokat, emellett néhány, az Anthologia Graeca-ban fennmaradt költeményt is neki tulajdonítanak.